# Joey Anderson
Joseph Thomas "Joey" Anderson, född 19 juni 1998, är en amerikansk professionell ishockeyforward som är kontrakterad till Chicago Blackhawks i National Hockey League (NHL) och spelar för Rockford Icehogs i American Hockey League (AHL).
Han har tidigare spelat för New Jersey Devils och Toronto Maple Leafs i NHL; Binghamton Devils och Toronto Marlies i AHL; Minnesota Duluth Bulldogs i National Collegiate Athletic Association (NCAA) samt Team USA i United States Hockey League (USHL).
Anderson draftades i tredje rundan i 2016 års draft av New Jersey Devils som 73:e spelare totalt.
Han är bror till Mikey Anderson.

## Statistik
| 2012–2013   | Hill-Murray Pioneers      |             | 12  | 14 | 9  | 23  | 2  | 3 | 1 | 3 | 4 | 0 |
| 2013–2014   | Hill-Murray Pioneers      |             | 25  | 21 | 29 | 50  | 16 | 3 | 4 | 2 | 6 | 2 |
|             | Team Northeast            |             | 20  | 13 | 10 | 23  | 6  | 3 | 2 | 2 | 4 | 2 |
| 2014–2015   | Team USA                  | USHL        | 35  | 14 | 10 | 24  | 6  | — | — | — | — | — |
|             | U.S. National U17 Team    |             | 55  | 21 | 21 | 42  | 8  | — | — | — | — | — |
| 2015–2016   | Team USA                  | USHL        | 25  | 10 | 10 | 20  | 14 | — | — | — | — | — |
|             | U.S. National U18 Team    |             | 64  | 27 | 30 | 57  | 20 | — | — | — | — | — |
| 2016–2017   | Minnesota Duluth Bulldogs | NCAA        | 39  | 12 | 15 | 37  | 8  | — | — | — | — | — |
| 2017–2018   | Minnesota Duluth Bulldogs | NCAA        | 36  | 11 | 16 | 27  | 20 | — | — | — | — | — |
| 2018–2019   | New Jersey Devils         | NHL         | 34  | 4  | 3  | 7   | 6  | — | — | — | — | — |
|             | Binghamton Devils         | AHL         | 13  | 2  | 4  | 6   | 5  | — | — | — | — | — |
| 2019–2020   | New Jersey Devils         | NHL         | 18  | 4  | 2  | 6   | 2  | — | — | — | — | — |
|             | Binghamton Devils         | AHL         | 44  | 15 | 19 | 34  | 2  | — | — | — | — | — |
| 2020–2021   | Toronto Maple Leafs       | NHL         | 1   | 0  | 0  | 0   | 2  | — | — | — | — | — |
|             | Toronto Marlies           | AHL         | 20  | 7  | 4  | 11  | 10 | — | — | — | — | — |
| 2021–2022   | Toronto Maple Leafs       | NHL         | 5   | 0  | 0  | 0   | 0  | — | — | — | — | — |
|             | Toronto Marlies           | AHL         | 56  | 26 | 16 | 42  | 19 | — | — | — | — | — |
| 2022–2023   | Toronto Maple Leafs       | NHL         | 14  | 2  | 1  | 3   | 0  | — | — | — | — | — |
|             | Toronto Marlies           | AHL         | 30  | 14 | 13 | 27  | 8  | — | — | — | — | — |
|             | Chicago Blackhawks        | NHL         | 24  | 4  | 2  | 6   | 0  | — | — | — | — | — |
|             | Rockford Icehogs          | AHL         | 2   | 0  | 3  | 3   | 0  | 5 | 2 | 1 | 3 | 0 |
| 2023–2024   | Chicago Blackhawks        | NHL         | 55  | 5  | 12 | 17  | 8  | — | — | — | — | — |
|             | Rockford Icehogs          | AHL         | 14  | 7  | 9  | 16  | 2  | — | — | — | — | — |
| 2024–2025   | Chicago Blackhawks        | NHL         | 18  | 0  | 1  | 1   | 0  | — | — | — | — | — |
|             | Rockford Icehogs          | AHL         | 7   | 4  | 3  | 7   | 0  | — | — | — | — | — |
| NHL totalt  | NHL totalt                | NHL totalt  | 169 | 19 | 21 | 40  | 18 | — | — | — | — | — |
| AHL totalt  | AHL totalt                | AHL totalt  | 186 | 75 | 71 | 146 | 46 | 5 | 2 | 1 | 3 | 0 |
| NCAA totalt | NCAA totalt               | NCAA totalt | 75  | 23 | 41 | 64  | 28 | — | — | — | — | — |
| USHL totalt | USHL totalt               | USHL totalt | 60  | 24 | 20 | 44  | 20 | — | — | — | — | — |

### Internationellt
| Källa: Uppdaterad: 2018-10-29 | Källa: Uppdaterad: 2018-10-29 | Källa: Uppdaterad: 2018-10-29 |         | Utv = Utvisningsminuter | Utv = Utvisningsminuter | Utv = Utvisningsminuter | Utv = Utvisningsminuter | Utv = Utvisningsminuter |
| År                            | Lag                           | Mästerskap                    | Matcher | Mål                     | Assists                 | Poäng                   | Utv                     |                         |
| ----------------------------- | ----------------------------- | ----------------------------- | ------- | ----------------------- | ----------------------- | ----------------------- | ----------------------- | ----------------------- |
| 2016                          | USA                           | U18-VM                        | 7       | 7                       | 2                       | 9                       | 2                       |                         |
| 2017                          | USA                           | JVM                           | 7       | 0                       | 2                       | 2                       | 0                       |                         |
| 2018                          | USA                           | JVM                           | 7       | 4                       | 3                       | 7                       | 0                       |                         |
| Junior totalt                 | Junior totalt                 | Junior totalt                 | 21      | 11                      | 7                       | 18                      | 2                       |                         |